# Opatství Geras
Opatství Geras je klášter premonstrátského řádu nacházející se mimo území České republiky v dolnorakouské Jeruši (Gerasu).

## Historie

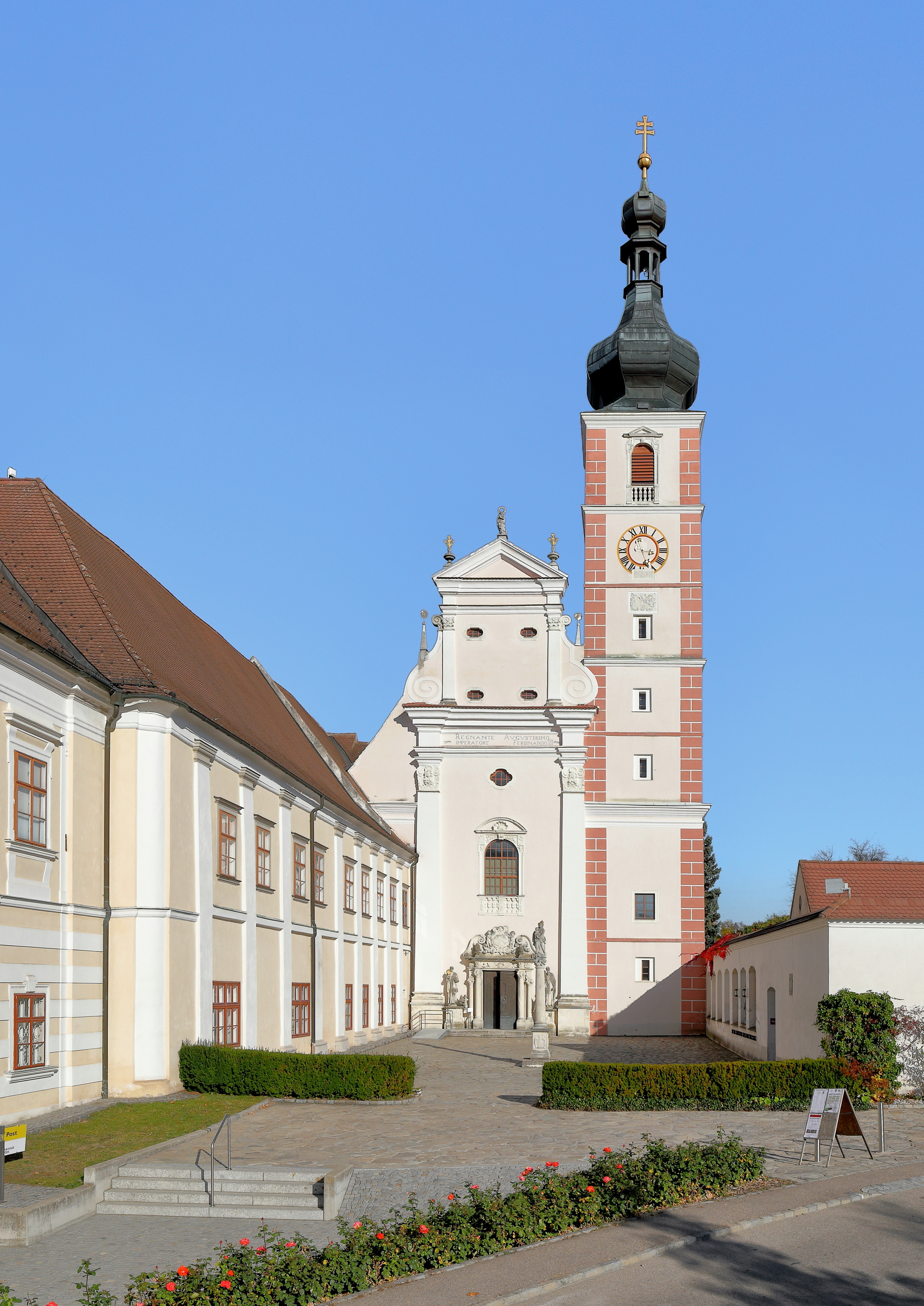
Klášterní kostel

Opatství bylo založeno roku 1153 jako dceřiný premonstrátský klášter opatství Želiv kanovníky Ekbertem a Ulrichech z Perneggu. Samotný Přemysl Otakar II., jako vládce Čech, Moravy i Rakouska, usiloval o provázání svých území.

### Donátoři a farnosti na území České republiky
Již od jeho počátků patřili mezi příznivce kláštera členové rodu Ranožírovců (erbu parohu). Původní listina o založení kláštera byla zničena při požáru kláštera, ale podle druhé zakládací listiny, vydané rakouským vévodou Friedrichem II., daroval šlechtic Ranožír klášteru při jeho založení osm lánů v Jeruši, které tam držel lénem. Z jeho potomků byl nejvýznamnějším Smil z Bílkova, který byl v době vlády Přemysla Otakara II. purkrabím na Bítově. V roce 1353 svědčil spolu se svými bratry a znojemským purkrabím Bočkem (erbu tří pruhů) při Přemyslově obdarování jerušského kláštera patronátním právem kostela v Kostelní Myslové. V roce 1255 svědčil při donaci ve prospěch kláštera jmenovaným Bočkem (v té době jako dočasný hrabě v Perneggu). Následujícího roku měl svědčit též při navrácení zabaveného dvora v Raisdorfu Smilem z Brumova (Bočkův bratr).
Smil a jeho bratři Markvart, Jaroš a Ratibor darovali se souhlasem svých manželek a synů v roce 1256 klášteru patronátní právo kostela v Rancířově a k němu příslušné popluží. Bratr Markvart je připomínán jako fojt kostela, který si později patronátní právo přivlastnil a na příkaz biskupa Bruna třebíčskému opatovi Martinovi z roku 1274 musel Markvart z Bílkova patronátní právo vrátit jerušskému opatu Oldřichovi. V roce 1305 obdržel klášter druhý kostelní patronát od členů erbu parohu v Rančířově u Jihlavy. Donaci učinil Markvart z Rančířova se souhlasem svých bratrů Jaroše z Vydří a Smila z Peče.
Další spory o faru v Rancířově musel klášter vést kolem roku 1310, kdy se zde stal farářem světský kněz Jindřich, syn Smila z Hrádku a člen rodu erbu parohu. Smil z Hrádku tehdy slíbil jerušskému opatovi Gerhartovi chránit klášterní vlastnictví zdejšího patronátu proti každému, kdo by je zpochybňoval, zvláště proti klerikovi Bertholdovi. V roce 1315 byl na faru v Rancířově investován již jerušský kanovník Jan. Řeholníkům premonstrátům náležela i půlka vsi. Později měli v držení celou obec.
Dalšími donátory kláštera byli členové rodu pánů z Trnavy (Unterhürnau) s erbem tří leknínových lupenů. V roce 1251 daroval Vikart z Trnavy (Wichard de Thyrnach) se souhlasem své manželky a synů klášteru patronátní právo kostela ve Vratěníně a k němu příslušné popluží. Po Vikartově smrti předala jeho vdova Wulfhilda dvůr a mlýn v Matzleschlagu, který Vikard daroval Jeruši, cisterciáckému klášteru ve Zwettlu. Vikart plánoval při donaci pohřeb v jerušském klášteře, ale pod vlivem zetě Jana z Dobřan, který byl nakloněn magdalenitkám v západočeských Dobřanech, byl nakonec pohřben v kostele komendy řádu německých rytířů v Drobovicích.
Vikartův příbuzný Oldřich Frei z Frejštejna (též erbu tří leknínových listů) se v roce 1286 vzdal ve prospěch kláštera pravidelného ročního čestného daru čtyř plstěných bot, s čímž souhlasili jeho bratři Jindřich a Markvart. Po vymření Vikartovy větve rodu získal Vratěnín Jan z Klinkenberga (Klingenberg), který roku 1315 potvrdil klášteru držbu tamního patronátního práva.
Během 14. století zůstala šlechta z Jemnicka jerušskému klášteru nakloněna, například v roce 1319 měla klášteru darovat šlechtična Bohuslava, dcera Sudky, dvůr „Spitiz“, pravděpodobně ve vsi u Vratěnína, kterou roku 1303 propůjčil klášter na čas jeho života vratěnínskému faráři Dluhomilovi, který byl synovcem olomouckého biskupa Jana. V nekrologiu kláštera se také dochoval zápis o tom, že 24. září neznámého roku zemřel Jindřich z Bítova („pius zelator domus Dei Gerasensi“).
Siefried z Hafnerluden (Lubnice) se svou manželkou Bohuslavou (erbu s trojzubcem), který v roce 1372 zřídil v Lubnici kapli sv. Jiří a sv. Kateřiny a v kostele ve Vratěníně oltář sv. Petra. Při kapli měl působit kaplan, prezentovaný vratěnínským farářem. K zajištění tohoto obročí věnovali manželé vinici na hoře Heiligenland u dolnorakouského Oberetzbachu a šest kop grošů, ze kterých měl jít roční úrok čtyř grošů vyplacený na sv. Jiří a Michala. Kaplan měl za života donátorů sloužit mše v kapli každé pondělí a sobotu a také třikrát týdně u oltáře sv. Petra ve Vratěníně. Po jejich smrti pak už jen v sobotu v kapli v Lubnici a to čtyři mše. Kaple sv. Jiří a sv. Kateřiny byla donátorem zajištěna úrokem tří kop na mlýně v Újezdci, 80 groši úroku ze dvou lánů v Újezdci a dále dvěma kopami bez 16 grošů ročního úroku ze dvou polí v Korolupech. Pokud by kaplan mše nesloužil, měl za každou vynechanou mši vydat vratěnínskému faráři sedm vídeňských feniků, které měly být rozdány chudým. Kaplan měl posluhovat faráři při větších svátcích, ale neměl o nich bez jeho vůle sloužit slavnostní mše.
Opatství přežilo reformy císaře Josefa II. a fary za dolnorakouskou hranicí ve Vratěníně a v Rancířově osazoval klášter až do konce druhé světové války.
Klášterní kostel je románská bazilika která byla v 18. století přestavěna do baroka architektem Josefem Munggenastem a malířem fresek Paulem Trogerem.
Roku 1953 získal kostel titul Basilica minor.
Dnes je opatství často využíváno jako místo koncertů klasické hudby.